# Argens
Der Argens ist ein Küstenfluss im Südosten Frankreichs, der im Département Var in der Region Provence-Alpes-Côte d’Azur verläuft. Er entspringt im Gemeindegebiet von Seillons-Source-d’Argens, entwässert generell Richtung Ost bis Südost und mündet nach 116 Kilometern im Gemeindegebiet von Fréjus in das Mittelmeer.

## Orte am Fluss
(Reihenfolge in Fließrichtung)
- Châteauvert
- Correns
- Montfort-sur-Argens
- Carcès
- Le Thoronet
- Vidauban
- Les Arcs
- Le Muy
- Roquebrune-sur-Argens
- Fréjus

## Nebenflüsse
(Reihenfolge in Fließrichtung)
| Linke Nebenflüsse: - Vallon de Font Taillade (21 km) - Eau Salée (23 km) - Cassole (17 km) - Bresque (35 km) - Florièye (26 km) - Réal (14 km) - Nartuby (34 km) - Endre (28 km) - Blavet (15 km) - Grande Garonne (15 km) - Reyran (27 km) | Rechte Nebenflüsse: - Cauron (29 km) - Ribeirotte (15 km) - Caramy (46 km) - Aille (29 km) - Couloubrier (14 km) - Fournel (11 km) |

## Geschichte
In römischer Zeit wurde der Fluss lateinisch Argenteus genannt.

## Einzelnachweise

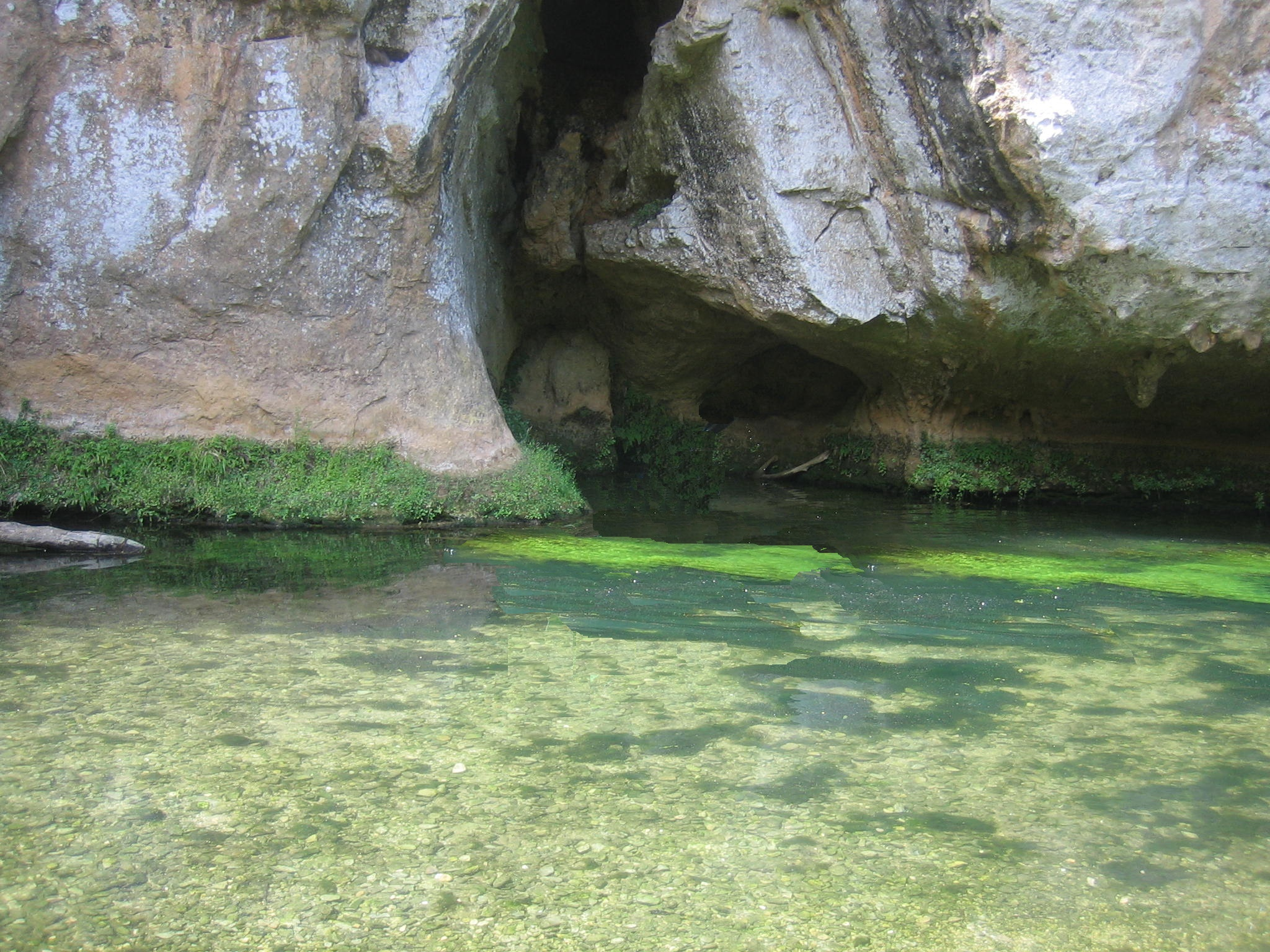
Auskolkung Grotte aux Fées im Vallon Sourn oberhalb von Correns
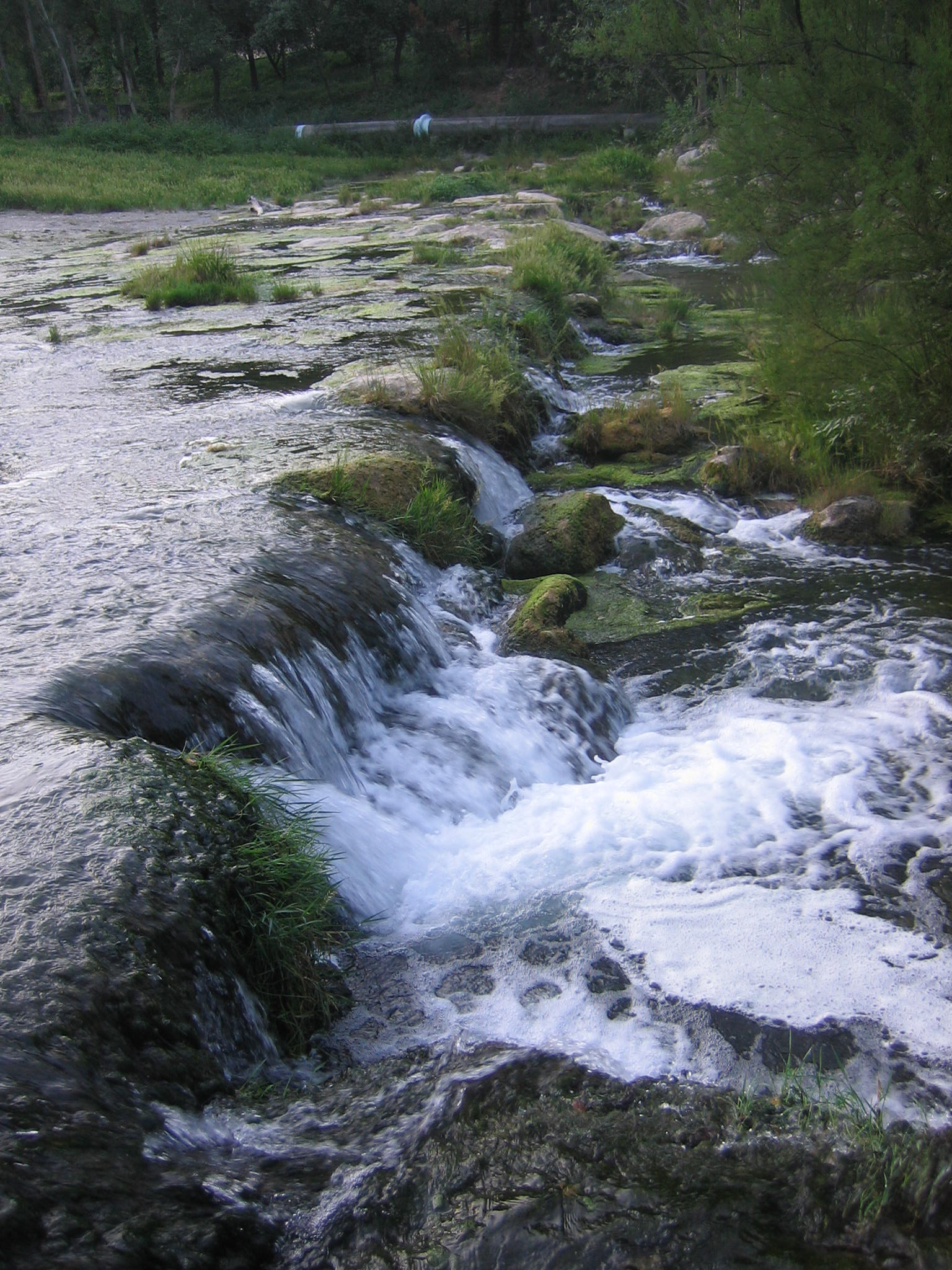
Flusstreppe oberhalb Correns
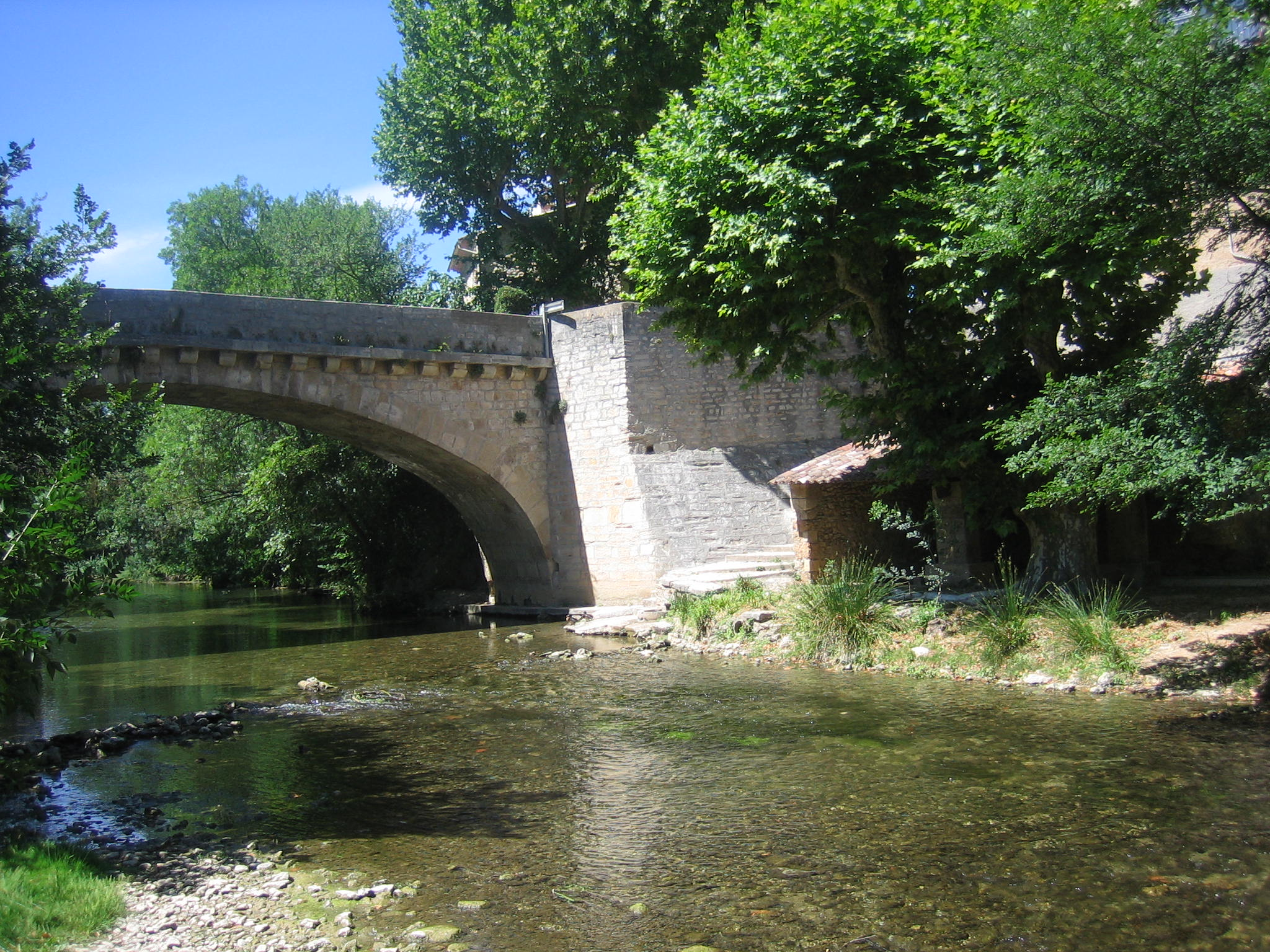
Argensbrücke in Correns
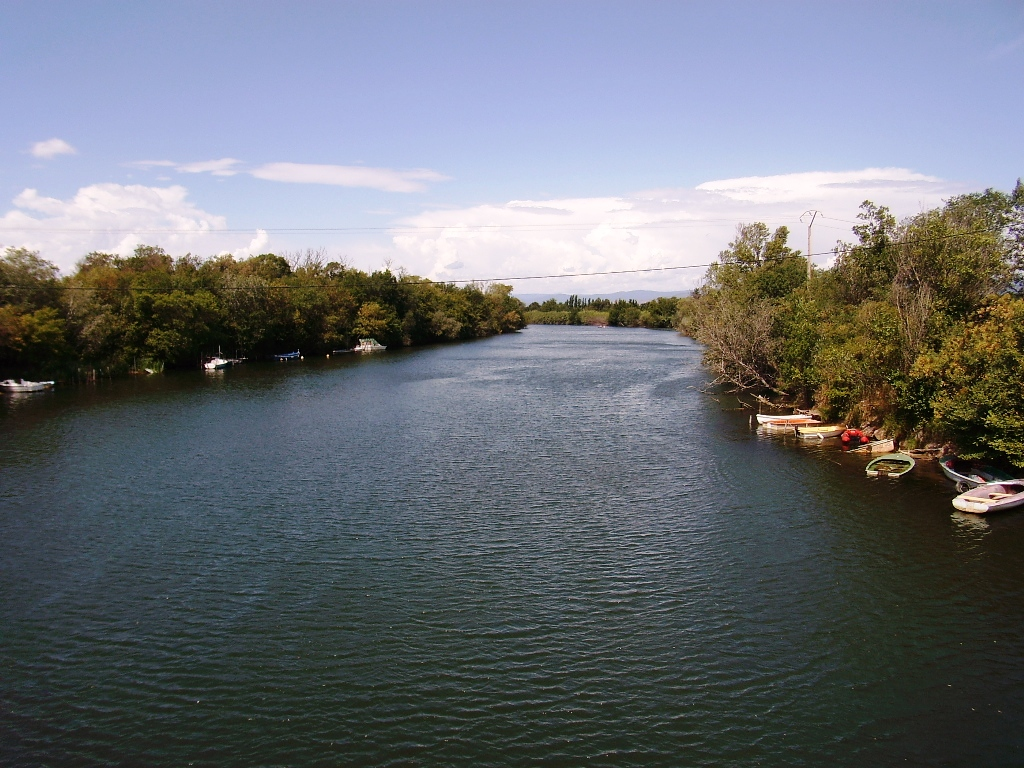
Argens bei Fréjus